# Орховець
Орховець (пол. Orchowiec) — село в Польщі, у гміні Гошкув Красноставського повіту Люблінського воєводства.
Населення — 404 особи (2011).
У 1975-1998 роках село належало до Замойського воєводства.

## Демографія
Демографічна структура станом на 31 березня 2011 року:
|          | Загалом | Допрацездатний вік | Працездатний вік | Постпрацездатний вік |
| -------- | ------- | ------------------ | ---------------- | -------------------- |
| Чоловіки | 178     | 26                 | 122              | 30                   |
| Жінки    | 226     | 26                 | 112              | 88                   |
| Разом    | 404     | 52                 | 234              | 118                  |